# Fábio Tavares
Fábio Ruben Moreira Tavares, meglio noto come Fábio Tavares (Almada, 26 marzo 1988), è un calciatore portoghese, attaccante del Doxa Vyronos.

## Carriera

### Club
Ha giocato nella massima serie greca con l'Atromītos e il Kerkyra.